# Happie Nuts
Happie Nuts es una revista moda gal de japonesa publicada por Inforest. Dirigido a mujeres en su adolescencia y los 20 años, Happie Nuts está altamente orientado hacia el estilo de oneh-gal ("o-neh-san gal", significado "gal hermana mayor") y de piel oscura.

## Famosos modelos Happie Nuts
- Ena Matsumoto
- Sayoko Ozaki
- Akane Satomi
- Sayaka Taniguchi
- Miyu Ishima
- Saki Nanba
- Eriko Tachiya
- Shizuka Takeda
- Hiromi
- Akane Suda
- Nicole Abe